# Siedlec-Parcele
Siedlec-Parcele – osada w Polsce położona w województwie łódzkim, w powiecie łęczyckim, w gminie Łęczyca.
W latach 1975–1998 miejscowość należała administracyjnie do województwa płockiego.